# Universitatea Tehnică din Cluj-Napoca
Universitatea Tehnică din Cluj-Napoca (UTCN) este o instituție de învățământ superior tehnic de stat din municipiul Cluj-Napoca, România.

Logo UTCN

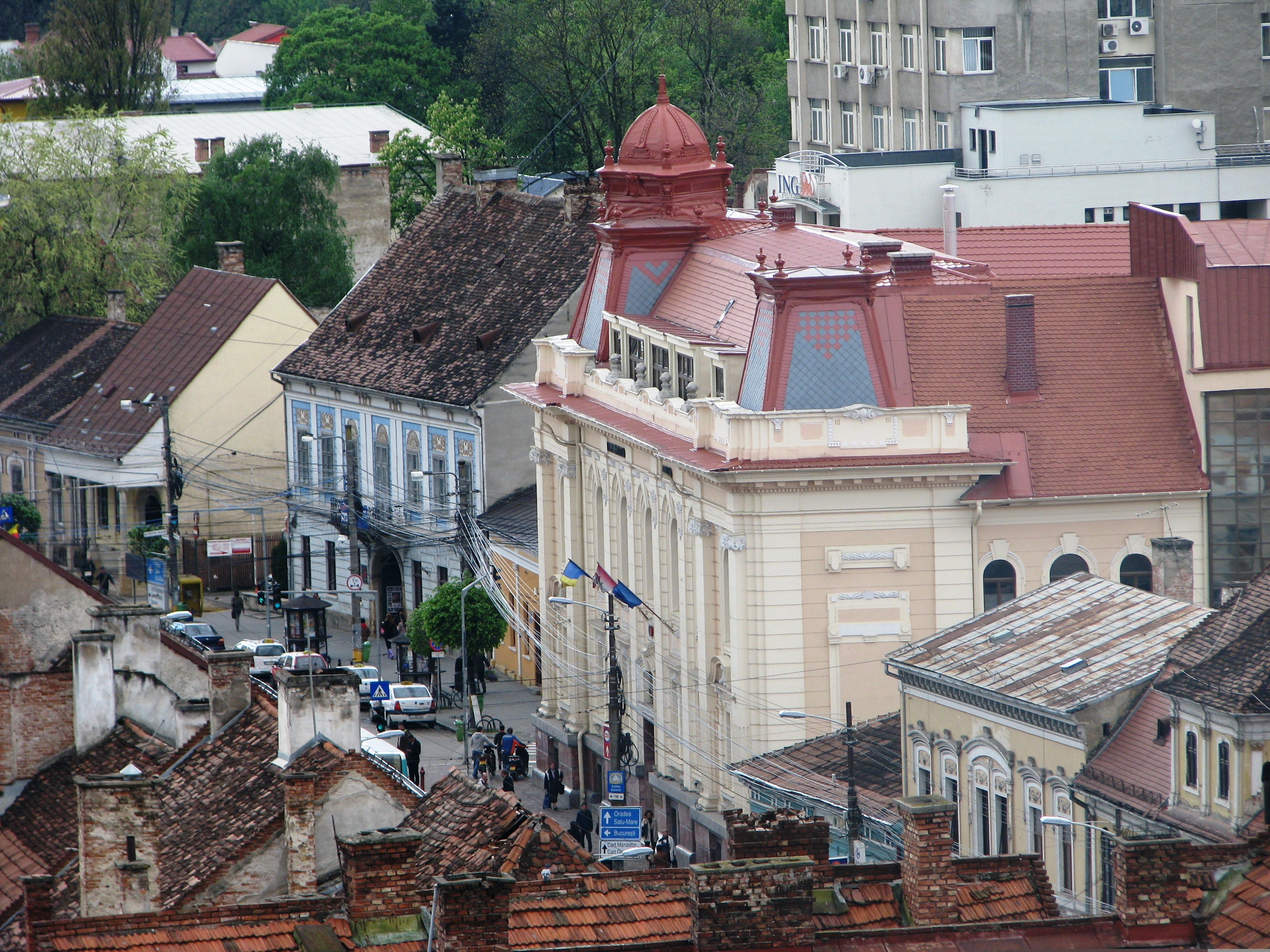
Rectoratul Universității Tehnice din Cluj-Napoca, str. Memorandumului nr.28

În 2007, Consiliul Agenției Române de Asigurare a Calității în Invățământul Superior (ARACIS) a acordat Universității Tehnice din Cluj-Napoca, calificativul de vârf, adică "grad de încredere ridicat". În 2011 a fost clasificată în prima categorie din România, cea a universităților de cercetare avansată și educație. Universitatea este membră a Alianței Române a Universităților Tehnice (ARUT), ce include cele mai importante universități de stat cu profil tehnic din România.

## Istoric
La 1 februarie 1920 este înființată Școala superioară industrială, reorganizându-se sub denumirea de Școală de conductori tehnici în 1922, având profil electromecanic. Bucurându-se de un important prestigiu în cadrul industriei românești, a fost reorganizată în 1937 ca Școală de subingineri electromecanici. O altă școală cu profil tehnic creată în 1920 a fost Școala de conductori de lucrări publice, cu specific de drumuri și poduri, veritabilă precursoare a Facultății de Construcții. 
În anul 1947, în urma unui memoriu adresat Ministerului Educației Naționale s-a înființat Politehnica din Cluj cu trei facultați: Construcții, Electromecanică și Silvicultură. Prin prevederile legii pentru reforma învatamântului din august 1948, s-a creat Institutul de Mecanică din Cluj, având o facultate cu doua secții: termotehnică și mașini de lucru. În anul 1953 cele două instituții se transformă în Institutul Politehnic din Cluj.
În 1992 Institutul Politehnic și-a schimbat denumirea în Universitatea Tehnică din Cluj-Napoca, iar din cele trei facultăți existente la momentul respectiv, prin restructurare s-au constituit următoarele facultăți:
- Facultatea de Automatică și Calculatoare;
- Facultatea de Electronică, Telecomunicații și Tehnologia Informației;
- Facultatea de Inginerie Electrică;
- Facultatea de Construcții și Instalații, din care s-a desprins Facultatea de Instalații, începând cu 1 octombrie 2007;
- Facultatea de Construcții de Mașini, care din anul 2021 își modifică numele în Facultatea Inginerie Industrială, Robotică și Managementul Producției din Cluj –Napoca
- Facultatea de Mecanică, care din 2018 își modifică numele în Facultatea de Autovehicule Rutiere, Mecatronică și Mecanică
- Facultatea de Știința și Ingineria Materialelor, care din anul 2011 își modifică denumirea în Facultatea de Inginerie a Materialelor și a Mediului;
- Facultatea de Arhitectură și Urbanism.

## Centrul Universitar Nord din Baia Mare
Senatul Universității Tehnice din Cluj-Napoca, întrunit în ședința ordinară în data de 3 octombrie 2011, a aprobat în unanimitate de voturi propunerea Senatului Universității de Nord din Baia Mare, întrunit în ședința din data de 30 septembrie 2011, referitoare la fuziunea prin absorbție a Universității de Nord din Baia Mare cu Universitatea Tehnică din Cluj-Napoca.
Astfel, odată cu aprobarea ulterioară dată de Ministerul Educației, Tineretului și Sportului, în urma absorbției prin fuziune a Universității de Nord din Baia Mare, aceasta a devenit Universitatea Tehnică din Cluj-Napoca - Centrul Universitar Nord din Baia Mare, abreviat UTCN - CUNBM, Universității Tehnice din Cluj-Napoca adăugându-i-se următoarele facultăți:
- Facultatea de Inginerie;
- Facultatea de Litere;
- Facultatea de Științe.

Universitatea Tehnică din Cluj-Napoca are și o serie de extensii universitare unde învață studenți din diferite zone al Transilvaniei, și anume la Alba Iulia, Bistrița, Satu Mare și Zalău.
Astăzi, Universitatea Tehnică din Cluj-Napoca pregătește specialiști pentru domeniul tehnic, științific și lingvistic, având un număr de peste 22.000 studenți ce studiază în cele 12 facultăți, cu peste 1.000 de cadre didactice, cercetători și tehnicieni.

## Relații Internaționale
Universitatea Tehnică din Cluj-Napoca este una din cele opt universități implicate în inițiativa europeană EUt+ (European University of Technology) împreună cu: Universitatea Tehnică din Sofia (Bulgaria), Universitatea Tehnică din Cipru (Cipru), Universitatea din Darmstadt, Universitatea de Științe Aplicate (Germania), Universitatea de Tehnologie (Irlanda), Universitatea Tehnică din Riga (Latvia), Universitatea Politehnică din Cartagena (Spania) și Universitatea de Tehnologie din Troyes (Franța).
Proiectul EUt+ este rezultatul alianței celor opt universități partenere, care toate împărtășesc aceleași convingeri:
- o abordare centrată pe oameni aspura tehnologiei, prin prisma viziunii “Gândiți-vă întâi la oameni”;
- ambiția de a constitui un nou tip de instituție folosind baze confederale.

Prin EUt+, partenerii se angajează să creeze un viitor durabil pentru studenții și cursanții din țările europene, pentru colaboratorii fiecărei instituții și pentru teritoriile care găzduiesc fiecare campus. 

## Alumni
Alumni  din cadrul UTCN reprezintă interfața dintre universitate și absolvenții ei. Prin acesta se realizează legătura între mediul academic, profesional și absolvenți.
De peste 100 de ani în cadrul universității au absolvit peste 80.000 de studenți iar o parte dintre acestea au ajuns personalități de seamă: tehnice, politice, culturale, dar si bisericești.

### Personalități  marcante. Alumni de succes

#### Rectori
- Alexandru Domșa 1953-1968[6][7][8]
- Bazil Popa 1968–1976[7][6];
- Palfálvi Atilla 1976–1984[7][6].
- Ioan Drăgan 1984-1990[6]
- Horia Colan 1990-1992[7];
- Handra Luca Viorel 1992-1996
- Gheorghe Lazea 1996-2004
- Radu Munteanu 2004-2012[6][8]
- Aurel Vlaicu (2012-2016)
- Vasile Țopa (2016-    )

### O parte din alumni de succes
- Călin Văduva
- Ruben Marian
- Simona Baciu
- Mihaela Tucu
- Teofil Mureșan
- Florin Pop[9]:.

O parte din profesorii universitari membri ai Academiei Române și ai Academiei de Științe Tehnice din România:
- Andrei Ripianu[10]
- Csaba Gyenge[10]
- Maros Dezideriu[10]
- Micea Bejan[10][11].
- Victor Constantinescu[10][7]
- Dorel Banabic
- Gavril-Ioan Toderean
- Petru Berce
- Ioan Drăgan
- Sergiu Nedevschi
- Horia Colan
- Radu Munteanu
- Tiberiu Coloși
- Ioan Vida-Simiti
- Iuliu Negrean
- Teodor Mădărăsan
- Viorel Handra-Luca
- Emil Simion
- Traian Oneț
- Radu Liviu Orban[10], etc.

## Legături externe
- Site web oficial
- Universitatea Tehnică Cluj-Napoca pe Facebook
- Centrul de consiliere in cariera UTC-N Escouniv
- Ghidul studentului- licență 2024-2025